# Stahlhelm
 Denne artikel omhandler organisationen. Opslagsordet har også en anden betydning, se Stålhjelm.
Stahlhelm (Stahlhelm, Bund der Frontsoldaten) (tysk for Stålhjelm, frontsoldatenes forbund) var en af flere paramilitære organisationer, som voksede frem i Weimarrepublikken efter det tyske nederlag efter 1. verdenskrig. Organisationen var i første række for krigsveteraner fra første verdenskrig, men blev senere samlingssted for nazistiske elementer og modstandere mod Weimarrepublikken.
Organisationen blev grundlagt den 23. december 1918 af Franz Seldte, reserveofficer i Magdeburg, og Theodor Duesterberg, tidligere officer ved Preussens krigsministerium, for at imødegå tilløbene til revolutionen fra venstrefløjen i Tyskland. Organisationens blad, Stahlhelm, blev udgivet af grev Hans-Jürgen von Blumenthal, som blev hængt for sin deltagelse ved 20. juli-attentatet i 1944.
De fleste medlemmer var stærkt nationalistiske, og mange var tilhængere af at genindsætte huset Hohenzollern. Organisationen havde en række underafdelinger bl.a. en afdeling for krigsveteraner med jødisk baggrund, Reichsbund jüdischer Frontsoldaten. Med 500.000 medlemmer i 1930 var Stahlhelm den største paramilitære organisation i Weimarrepublikken. Stahlhelms medlemmer bar feltgrå uniformer under offentlige marcher.
En del af medlemmerne gik gradvist over i Reichswehr. Mens Stahlhelm blev en vigtig politisk styrke i 1920'erne og i begyndelsen af 1930'erne. I 1929 samarbejdede den under ledelse af Duesterberg med NSDAP og DNVP, samt en række andre højreorienterede grupper mod Youngplanen. Det vakte opsigt. Disse grupper arbejdede for at få afsat Heinrich Brünings regering.
Duesterberg opstillede som uafhængig nationalsocialistkandidat ved præsidentvalget i 1932 for Deutschnationale Volkspartei og fik 2.557.729 stemmer. I anden valgomgang trak han sig til fordel for Adolf Hitler.
Efter at Hitler kom til magten, ønskede han ikke at have nogen konkurrerende grupper i Tyskland, og ved et dekret af 1. december 1933 blev alle medlemmerne af Stahlhelm, som var yngre end 35 år, indlemmet i Sturmabteilung (SA), mens de ældre medlemmer blev indlemmet i SA's reserve. Det var upopulært, da organisationerne var forskellige, både ideologisk og medlemsmæssig. Der havde længe været et dybt fjendtskab mellem Stahlhelms og SA's medlemmer, og de angreb til tider hinanden under møder og gadekampe.
Forskellen lå blandt andet i Duesterbergs og andres uvilje mod den skarpe antisemitisme hos NSDAP og venstreorienteringen i SA. Samtidigt var det et eksempel på, hvordan Hitler sikrede sig kontrol både ved at splitte og neutralisere og skabe indre spændinger i potentielle magtstrukturer uden for hans direkte kontrol.
Den 17. februar 1934 blev Stahlhelm omdøbt til Den nationalsocialistiske liga for veteraner. Franz Seldte forblev arbejdsminister til 2. verdenskrig var slut.

## Det genetablerede Stahlhelm
I 1951 blev Stahlhelm genetableret med hovedkvarter i Köln. I 1952 og før blev han løsladt fra fængslet, blev den tidligere generalfeltmarskalk Albert Kesselring valgt til leder af organisationen, et hverv, han havde til sin død i 1960.
Den genetablerede organisation opnåede aldrig støtte af betydning og fik heller ingen væsentlig indflydelse på Tysklands politik.